# Thamnophis exsul
Thamnophis exsul là một loài rắn trong họ Rắn nước. Loài này được Rossman mô tả khoa học đầu tiên năm 1969.